# Девруа, Теодор Жозеф
Теодор Жозеф Девруа (де Вруа, фр. Théodore-Joseph Devroye; 19 августа 1804, Виллер-ла-Виль — 19 июля 1873, Льеж) — бельгийский музыковед.
Учился в католических семинариях в Мехелене и Льеже. В 1828 году рукоположён в священники в Мюнстере. В 1830—1835 годах служил в Льеже в церкви Святого Кристофа, затем регент хора в Льежском соборе. В рамках епархии Льежа много работал над восстановлением разрушенных в ходе наполеоновских войн соборов, курировал органостроительство.
На протяжении многих лет занимался вопросами исправления грегорианских хоралов, употреблявшихся в церковной практике. В 1839 году опубликовал учебник для семинарий Traité de plainchant à l’usage des séminaires, за ним последовали несколько сборников литургических песнопений, изданные в 1842—1858 годах. В 1863 и 1864 годах был председателем конгрессов по церковной музыке, проходивших в Мехелене.